# Fratnikbach
Fratnikbach är ett vattendrag i Österrike.   Det ligger i förbundslandet Tyrolen, i den centrala delen av landet, 300 km väster om huvudstaden Wien.
I omgivningarna runt Fratnikbach växer i huvudsak blandskog. Runt Fratnikbach är det ganska glesbefolkat, med 26 invånare per kvadratkilometer.